# St. Franziskus Xaverius (Sandhof)

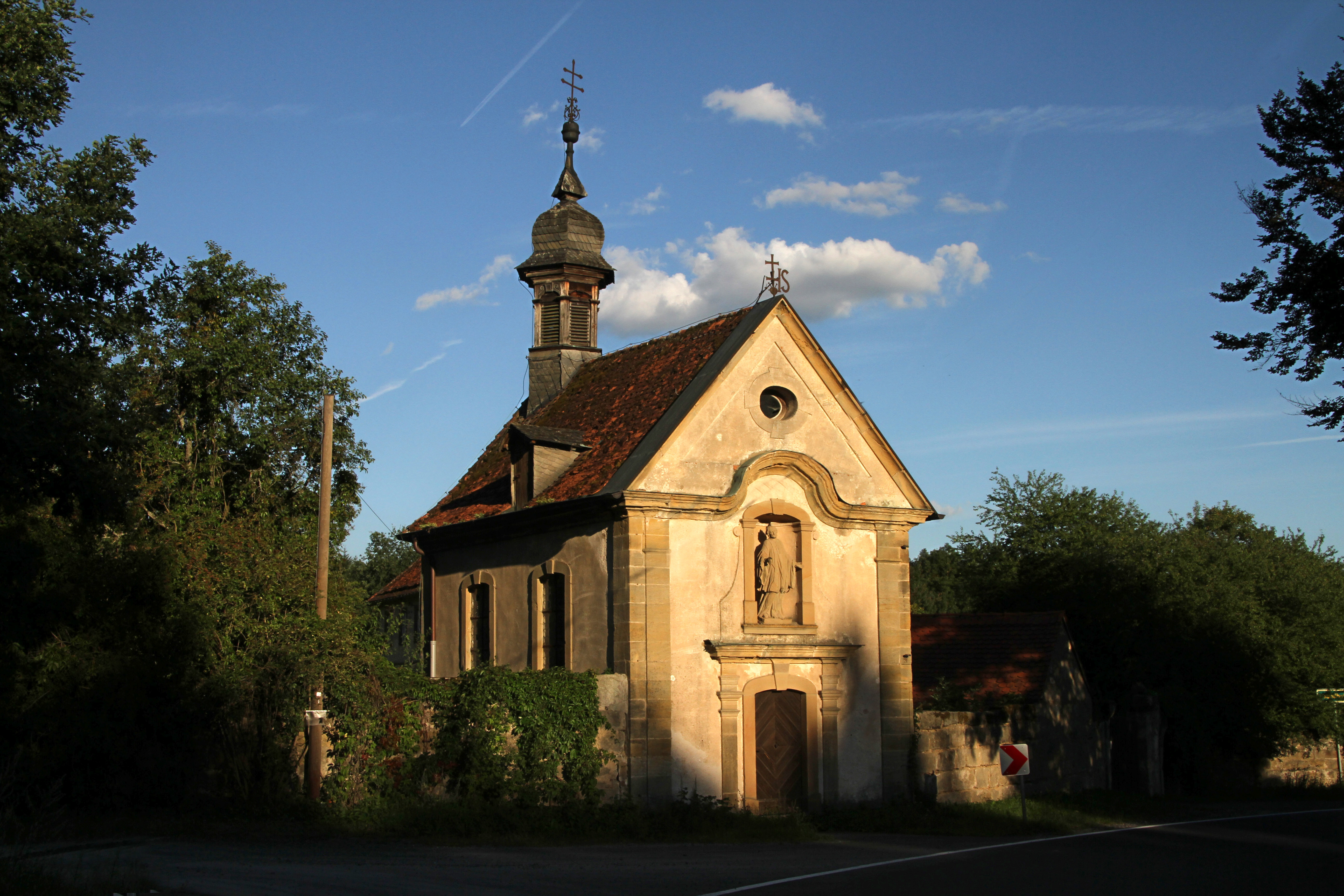
St. Franziskus Xaverius (Sandhof)

Die römisch-katholische, denkmalgeschützte Kapelle St. Franziskus Xaverius befindet sich in Sandhof, einem Gemeindeteil von Oberhaid im oberfränkischen Landkreis Bamberg (Bayern). Die Kapelle aus dem 18. Jahrhundert gehört zum Erzbistum Bamberg. Ursprünglich war sie zum ehemaligen Hofgut der Bamberger Jesuiten, dem Sandhof, gehörig.

## Beschreibung
Die Franz-Xaver-Kapelle wurde 1755–59 anstelle einer abgebrochenen Kapelle von den Bamberger Jesuiten erbaut, da Sandhof zu ihrem ehemaligen Gutshof gehörte. Sie besteht aus einem Langhaus, aus dessen Satteldach sich ein sechseckiger, schiefergedeckter, mit einer Zwiebelhaube bedeckter Dachreiter erhebt, und einem dreiseitig geschlossenen Chor im Osten. Die mit Lisenen an den Ecken versehene Fassade im Westen beherbergt das Portal und in einer darüber liegenden Nische die Statue des Kirchenpatrons Franz Xaver.

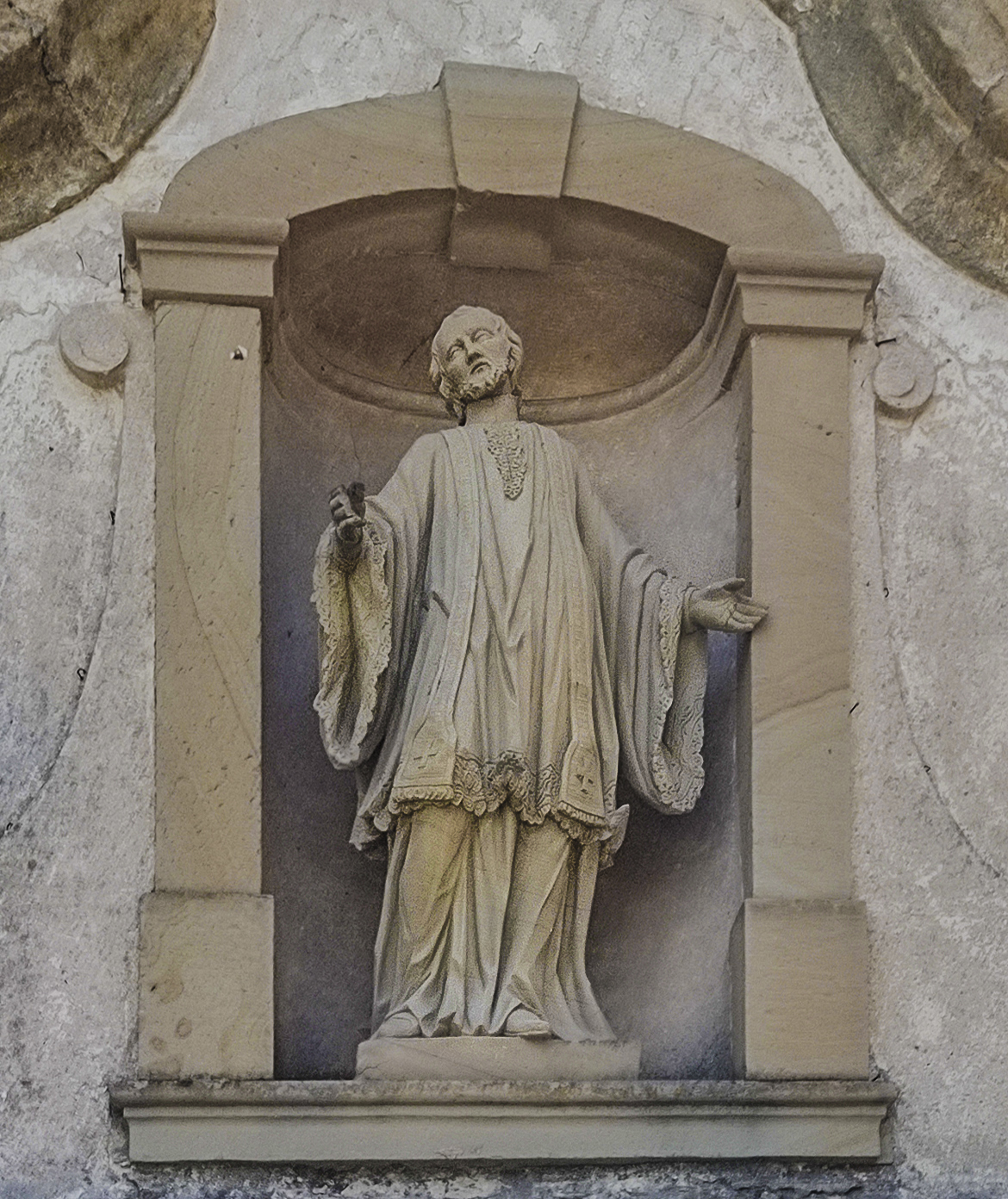
Statue des Kirchenpatrons Franz Xaver